# Volby do Senátu Parlamentu České republiky 2022
Volby do Senátu Parlamentu České republiky se uskutečnily ve dnech 23. a 24. září 2022 (první kolo) a následně 30. září a 1. října 2022 (druhé kolo), a to ve 27 senátních obvodech. První kolo proběhlo souběžně s volbami do zastupitelstev obcí. Jednalo se o 14. řádné volby od roku 1996, kdy Senát vznikl. Volební účast dosáhla v prvním kole 42,65 %, ve druhém kole 19,44 %.

## Volební obvody

Přehled senátních obvodů. Obvody, ve kterých probíhají volby, jsou vyznačeny žlutě.

Volby proběhly ve třetině senátních obvodů.
- č. 1 – Karlovy Vary
- č. 4 – Most
- č. 7 – Plzeň-město
- č. 10 – Český Krumlov
- č. 13 – Tábor
- č. 16 – Beroun
- č. 19 – Praha 11
- č. 22 – Praha 10
- č. 25 – Praha 6
- č. 28 – Mělník
- č. 31 – Ústí nad Labem
- č. 34 – Liberec
- č. 37 – Jičín
- č. 40 – Kutná Hora
- č. 43 – Pardubice
- č. 46 – Ústí nad Orlicí
- č. 49 – Blansko
- č. 52 – Jihlava
- č. 55 – Brno-město
- č. 58 – Brno-město
- č. 61 – Olomouc
- č. 64 – Bruntál
- č. 67 – Nový Jičín
- č. 70 – Ostrava-město
- č. 73 – Frýdek-Místek
- č. 76 – Kroměříž
- č. 79 – Hodonín

## Obsazení obvodů před volbami
| Navrhující strana        | Navrhující strana                        | Mandáty |
| ------------------------ | ---------------------------------------- | ------- |
|                          | KDU-ČSL                                  | 6/27    |
|                          | ANO 2011                                 | 3/27    |
|                          | Občanská demokratická strana             | 3/27    |
|                          | Česká strana sociálně demokratická       | 2/27    |
|                          | STAROSTOVÉ A NEZÁVISLÍ                   | 2/27    |
|                          | TOP 09                                   | 2/27    |
|                          | Severočeši.cz                            | 1/27    |
|                          | Spojení demokraté – Sdružení nezávislých | 1/27    |
|                          | Starostové pro Liberecký kraj            | 1/27    |
|                          | Strana zelených                          | 1/27    |
|                          | Hnutí pro Prahu 11                       | 1/27    |
| Nestraníci               | 1/27                                     |         |
| Nezávislý kandidát       | 1/27                                     |         |
| Občané patrioti          | 1/27                                     |         |
| OBČANÉ SPOLU – NEZÁVISLÍ | 1/27                                     |         |

## Senátoři s končícím mandátem
| Obvod           | Senátor            | Politická příslušnost | Politická příslušnost  | Senátorský klub                | Obhajoba mandátu    |
| --------------- | ------------------ | --------------------- | ---------------------- | ------------------------------ | ------------------- |
| Karlovy Vary    | Jan Horník         |                       | STAN                   | Starostové a nezávislí         | – mandát neobhájil  |
| Most            | Alena Dernerová    |                       | BEZPP                  | Starostové a nezávislí         | – mandát neobhájila |
| Plzeň-město     | Václav Chaloupek   | OPAT                  | – mandát neobhájil     | Starostové a nezávislí         |                     |
| Český Krumlov   | Tomáš Jirsa        |                       | ODS                    | ODS a TOP 09                   | – mandát obhájil    |
| Tábor           | Jaroslav Větrovský |                       | BEZPP                  | PROREGION                      | – mandát neobhájil  |
| Beroun          | Jiří Oberfalzer    |                       | ODS                    | ODS a TOP 09                   | – mandát obhájil    |
| Praha 11        | Ladislav Kos       |                       | HPP 11                 | SEN 21 a Piráti                | – mandát neobhájil  |
| Praha 10        | Renata Chmelová    | BEZPP                 | KDU-ČSL a nezávislí    | – mandát neobhájila            |                     |
| Praha 6         | Jiří Růžička       | BEZPP                 | Starostové a nezávislí | – mandát obhájil v prvním kole |                     |
| Mělník          | Petr Holeček       | BEZPP                 | Starostové a nezávislí | – mandát neobhájil             |                     |
| Ústí nad Labem  | Jaroslav Doubrava  |                       | S.cz                   | nezařazený do klubu            | – nekandidoval      |
| Liberec         | Michael Canov      |                       | SLK                    | Starostové a nezávislí         | – mandát obhájil    |
| Jičín           | Tomáš Czernin      |                       | TOP 09                 | ODS a TOP 09                   | – mandát obhájil    |
| Kutná Hora      | Jaromír Strnad     |                       | ČSSD                   | PROREGION                      | – mandát neobhájil  |
| Pardubice       | Miluše Horská      |                       | BEZPP                  | KDU-ČSL a nezávislí            | – mandát obhájila   |
| Ústí nad Orlicí | Petr Šilar         |                       | KDU-ČSL                | KDU-ČSL a nezávislí            | – nekandidoval      |
| Blansko         | Jaromíra Vítková   | – mandát obhájila     | KDU-ČSL                | KDU-ČSL a nezávislí            |                     |
| Jihlava         | Miloš Vystrčil     |                       | ODS                    | ODS a TOP 09                   | – mandát obhájil    |
| Brno-město      | Jan Žaloudík       |                       | BEZPP                  | PROREGION                      | – nekandidoval      |
| Brno-město      | Jiří Dušek         | – mandát obhájil      | BEZPP                  | PROREGION                      |                     |
| Olomouc         | Lumír Kantor       | KDU-ČSL a nezávislí   | BEZPP                  | – mandát obhájil               |                     |
| Bruntál         | Ladislav Václavec  | PROREGION             | BEZPP                  | – mandát obhájil v prvním kole |                     |
| Nový Jičín      | Petr Orel          |                       | Zelení                 | SEN 21 a Piráti                | – mandát neobhájil  |
| Ostrava-město   | Zdeněk Nytra       |                       | ODS                    | ODS a TOP 09                   | – mandát obhájil    |
| Frýdek-Místek   | Jiří Cieńciała     |                       | BEZPP                  | PROREGION                      | – nekandidoval      |
| Kroměříž        | Šárka Jelínková    |                       | KDU-ČSL                | KDU-ČSL a nezávislí            | – mandát neobhájila |
| Hodonín         | Anna Hubáčková     |                       | BEZPP                  | KDU-ČSL a nezávislí            | – nekandidovala     |

Ze současných senátorů svůj mandát již neobhajovali Anna Hubáčková, Jiří Cieńciała, Jan Žaloudík, Petr Šilar a Jaroslav Doubrava.

## Zajímavosti
- Nejvyšší počet kandidátů se o funkci senátora ucházel v obvodu č. 1 – Karlovy Vary, a sice 11.
- V obvodu č. 46 – Ústí nad Orlicí proběhlo pouze první kolo voleb, protože se o post senátora v tomto obvodu ucházeli jen dva kandidáti.[6] Nízký počet kandidátů byl také v obvodu č. 16 – Beroun a v obvodu č. 34 – Liberec, kde se o přízeň voličů ucházeli shodně 4 kandidáti.
- Průměrný počet kandidátů na obvod byl téměr 7 kandidátů.
- V žádném obvodu nekandidoval více než jeden nezávislý kandidát. Nezávislých kandidátů bylo celkem 7, tvořili tak asi jen 4 % kandidátů.

## Výsledky

### Celkové výsledky
|                                                   |                                                  |            |            |            |            |            |            |                |                |                |                |
| Navrhující strana                                 | Navrhující strana                                | První kolo | První kolo | První kolo | Druhé kolo | Druhé kolo | Druhé kolo | Mandáty celkem | Mandáty celkem | Mandáty celkem | Mandáty celkem |
| Navrhující strana                                 | Navrhující strana                                | Hlasy      | %          | Mandáty    | Hlasy      | %          | Mandáty    | Zvoleno        | Ostatní        | Celkem         | ±              |
|                                                   | ANO 2011                                         | 244 516    | 22,0       | 1          | 149 331    | 31,1       | 2          | 3              | 2              | 5              | 0              |
|                                                   | Občanská demokratická strana                     | 151 908    | 13,7       | 0          | 111 071    | 23,2       | 8          | 8              | 15             | 23             | +5             |
|                                                   | KDU-ČSL                                          | 120 972    | 10,9       | 1          | 74 696     | 15,6       | 6          | 7              | 5              | 12             | +1             |
|                                                   | STAROSTOVÉ A NEZÁVISLÍ                           | 95 019     | 8,5        | 0          | 20 410     | 4,3        | 1          | 1              | 16             | 17             | -2             |
|                                                   | Svoboda a přímá demokracie (SPD)                 | 85 855     | 7,7        | 0          | 2 791      | 0,6        | 0          | 0              | 0              | 0              | 0              |
|                                                   | TOP 09                                           | 73 473     | 6,6        | 1          | 33 341     | 7,0        | 2          | 3              | 3              | 6              | +1             |
|                                                   | Česká strana sociálně demokratická               | 43 870     | 3,9        | 0          | 10 344     | 2,2        | 0          | 0              | 1              | 1              | -2             |
|                                                   | NEZÁVISLÍ                                        | 32 431     | 2,9        | 0          | 9 031      | 1,9        | 1          | 1              | 0              | 1              | +1             |
|                                                   | Česká pirátská strana                            | 28 302     | 2,5        | 0          | –          | –          | –          | 0              | 2              | 2              | 0              |
|                                                   | SEN 21                                           | 27 672     | 2,5        | 0          | 21 051     | 4,4        | 1          | 1              | 3              | 4              | +1             |
|                                                   | Právo Respekt Odbornost                          | 22 472     | 2,0        | 0          | –          | –          | –          | 0              | 0              | 0              | 0              |
|                                                   | Komunistická strana Čech a Moravy                | 17 612     | 1,6        | 0          | –          | –          | –          | 0              | 0              | 0              | 0              |
|                                                   | Trikolora                                        | 14 832     | 1,3        | 0          | –          | –          | –          | 0              | 0              | 0              | 0              |
|                                                   | Tábor 2020                                       | 14 186     | 1,3        | 0          | 10 676     | 2,2        | 1          | 1              | 0              | 1              | +1             |
|                                                   | Svobodní                                         | 11 730     | 1,1        | 0          | –          | –          | –          | 0              | 1              | 1              | 0              |
|                                                   | JIHOČEŠI 2012                                    | 10 718     | 1,0        | 0          | 9 289      | 1,9        | 0          | 0              | 0              | 0              | 0              |
|                                                   | Strana zelených                                  | 8 828      | 0,8        | 0          | –          | –          | –          | 0              | 0              | 0              | -1             |
|                                                   | ProMOST                                          | 8 672      | 0,8        | 0          | 6 747      | 1,4        | 1          | 1              | 0              | 1              | +1             |
|                                                   | Spojení demokraté – Sdružení nezávislých         | 8 608      | 0,8        | 0          | 4 729      | 1,0        | 0          | 0              | 0              | 0              | -1             |
|                                                   | Moravské zemské hnutí                            | 6 556      | 0,6        | 0          | –          | –          | –          | 0              | 0              | 0              | 0              |
|                                                   | Hnutí pro Prahu 11                               | 6 524      | 0,6        | 0          | 5 569      | 1,2        | 0          | 0              | 0              | 0              | -1             |
|                                                   | PRO PLZEŇ                                        | 4 683      | 0,4        | 0          | –          | –          | –          | 0              | 0              | 0              | 0              |
|                                                   | Zdraví Sport Prosperita                          | 4 276      | 0,4        | 0          | –          | –          | –          | 0              | 0              | 0              | 0              |
|                                                   | Volba pro kraj                                   | 4 226      | 0,4        | 0          | –          | –          | –          | 0              | 0              | 0              | 0              |
|                                                   | Karlovarská občanská alternativa                 | 3 972      | 0,4        | 0          | –          | –          | –          | 0              | 0              | 0              | 0              |
|                                                   | Manifest.cz – Pravá Svoboda a Prosperita         | 3 319      | 0,3        | 0          | –          | –          | –          | 0              | 0              | 0              | 0              |
|                                                   | ÚSTECKÉ FÓRUM OBČANŮ                             | 3 084      | 0,3        | 0          | –          | –          | –          | 0              | 0              | 0              | 0              |
|                                                   | BEZPEČNOST, ODPOVĚDNOST, SOLIDARITA              | 3 083      | 0,3        | 0          | –          | –          | –          | 0              | 0              | 0              | 0              |
|                                                   | Hnutí NEJ                                        | 2 822      | 0,3        | 0          | –          | –          | –          | 0              | 0              | 0              | 0              |
|                                                   | ZA SPORT A ZDRAVÝ MĚLNÍK                         | 2 768      | 0,2        | 0          | –          | –          | –          | 0              | 0              | 0              | 0              |
|                                                   | Strana soukromníků České republiky               | 2 617      | 0,2        | 0          | –          | –          | –          | 0              | 0              | 0              | 0              |
|                                                   | NEZÁVISLÍ PRO PRAHU 10 – HNUTÍ PRO LEPŠÍ DESÍTKU | 1 984      | 0,2        | 0          | –          | –          | –          | 0              | 0              | 0              | 0              |
|                                                   | DOMOV                                            | 1 811      | 0,2        | 0          | –          | –          | –          | 0              | 0              | 0              | 0              |
|                                                   | ROZUMNÍ                                          | 1 587      | 0,1        | 0          | –          | –          | –          | 0              | 0              | 0              | 0              |
|                                                   | Česká strana národně sociální                    | 1 478      | 0,1        | 0          | –          | –          | –          | 0              | 0              | 0              | 0              |
|                                                   | Přísaha – občanské hnutí Roberta Šlachty         | 1 471      | 0,1        | 0          | –          | –          | –          | 0              | 0              | 0              | 0              |
|                                                   | Hnutí PES                                        | 1 187      | 0,1        | 0          | –          | –          | –          | 0              | 0              | 0              | 0              |
|                                                   | DOMA                                             | 1 040      | 0,1        | 0          | –          | –          | –          | 0              | 0              | 0              | 0              |
|                                                   | Moravané                                         | 954        | 0,1        | 0          | –          | –          | –          | 0              | 0              | 0              | 0              |
|                                                   | SRDCEM PRO ...                                   | 693        | 0,1        | 0          | –          | –          | –          | 0              | 0              | 0              | 0              |
|                                                   | Strana státu přímé demokracie – Strana práce     | 396        | 0,0        | 0          | –          | –          | –          | 0              | 0              | 0              | 0              |
|                                                   | Národní demokracie                               | 290        | 0,0        | 0          | –          | –          | –          | 0              | 0              | 0              | 0              |
|                                                   | Demokratická strana zelených – ZA PRÁVA ZVÍŘAT   | 269        | 0,0        | 0          | –          | –          | –          | 0              | 0              | 0              | 0              |
|                                                   | nezávislí kandidáti                              | 25 177     | 2,3        | 0          | 10 707     | 2,2        | 1          | 1              | 3              | 4              | 0              |
| Neplatné hlasy                                    | Neplatné hlasy                                   | 40 670     | 3,5        | –          | 1 947      | 0,4        | –          | –              | –              | –              | –              |
| Celkem                                            | Celkem                                           | 1 153 189  | 100        | 3          | 481 730    | 100        | 24         | 27             | 54             | 81             | –              |
| Voliči v seznamu/účast                            | Voliči v seznamu/účast                           | 2 749 658  | 42,7       | –          | 2 479 869  | 19,4       | –          | –              | –              | –              | –              |
| Zdroj: Volby.cz (Hlasy a mandáty • Volební účast) |                                                  |            |            |            |            |            |            |                |                |                |                |

| \| Hlasy (1. kolo) \| Hlasy (1. kolo) \| Hlasy (1. kolo) \| Hlasy (1. kolo) \| Hlasy (1. kolo) \| \| --------------- \| --------------- \| --------------- \| --------------- \| --------------- \| \| \| \| \| \| \| \| ANO \| ANO \| \| 22,0 % \| 22,0 % \| \| ODS \| ODS \| \| 13,7 % \| 13,7 % \| \| KDU-ČSL \| KDU-ČSL \| \| 10,9 % \| 10,9 % \| \| STAN \| STAN \| \| 8,5 % \| 8,5 % \| \| SPD \| SPD \| \| 7,7 % \| 7,7 % \| \| TOP 09 \| TOP 09 \| \| 6,6 % \| 6,6 % \| \| ČSSD \| ČSSD \| \| 3,9 % \| 3,9 % \| \| NEZ \| NEZ \| \| 2,9 % \| 2,9 % \| \| Piráti \| Piráti \| \| 2,5 % \| 2,5 % \| \| SEN 21 \| SEN 21 \| \| 2,5 % \| 2,5 % \| \| ostatní \| ostatní \| \| 18,8 % \| 18,8 % \| |         |  |        |        |
| Hlasy (1. kolo) |         |  |        |        |
| |         |  |        |        |
| ANO | ANO     |  | 22,0 % | 22,0 % |
| ODS | ODS     |  | 13,7 % | 13,7 % |
| KDU-ČSL | KDU-ČSL |  | 10,9 % | 10,9 % |
| STAN | STAN    |  | 8,5 %  | 8,5 %  |
| SPD | SPD     |  | 7,7 %  | 7,7 %  |
| TOP 09 | TOP 09  |  | 6,6 %  | 6,6 %  |
| ČSSD | ČSSD    |  | 3,9 %  | 3,9 %  |
| NEZ | NEZ     |  | 2,9 %  | 2,9 %  |
| Piráti | Piráti  |  | 2,5 %  | 2,5 %  |
| SEN 21 | SEN 21  |  | 2,5 %  | 2,5 %  |
| ostatní | ostatní |  | 18,8 % | 18,8 % |

| \| Hlasy (2. kolo) \| Hlasy (2. kolo) \| Hlasy (2. kolo) \| Hlasy (2. kolo) \| Hlasy (2. kolo) \| \| --------------- \| --------------- \| --------------- \| --------------- \| --------------- \| \| \| \| \| \| \| \| ANO \| ANO \| \| 31,1 % \| 31,1 % \| \| ODS \| ODS \| \| 23,2 % \| 23,2 % \| \| KDU-ČSL \| KDU-ČSL \| \| 15,6 % \| 15,6 % \| \| TOP 09 \| TOP 09 \| \| 7,0 % \| 7,0 % \| \| SEN 21 \| SEN 21 \| \| 4,4 % \| 4,4 % \| \| STAN \| STAN \| \| 4,3 % \| 4,3 % \| \| T2020 \| T2020 \| \| 2,2 % \| 2,2 % \| \| ČSSD \| ČSSD \| \| 2,2 % \| 2,2 % \| \| ostatní \| ostatní \| \| 10,1 % \| 10,1 % \| |         |  |        |        |
| Hlasy (2. kolo) |         |  |        |        |
| |         |  |        |        |
| ANO | ANO     |  | 31,1 % | 31,1 % |
| ODS | ODS     |  | 23,2 % | 23,2 % |
| KDU-ČSL | KDU-ČSL |  | 15,6 % | 15,6 % |
| TOP 09 | TOP 09  |  | 7,0 %  | 7,0 %  |
| SEN 21 | SEN 21  |  | 4,4 %  | 4,4 %  |
| STAN | STAN    |  | 4,3 %  | 4,3 %  |
| T2020 | T2020   |  | 2,2 %  | 2,2 %  |
| ČSSD | ČSSD    |  | 2,2 %  | 2,2 %  |
| ostatní | ostatní |  | 10,1 % | 10,1 % |

### Výsledky dle volebních obvodů
| Obvod           | Předchozí volby    | Předchozí volby | Předchozí volby   | Volby 2022 | Volby 2022            | Volby 2022             |
| Obvod           | Strana             | Strana          | Senátor           | Strana     | Strana                | Senátor                |
| --------------- | ------------------ | --------------- | ----------------- | ---------- | --------------------- | ---------------------- |
| Ústí nad Orlicí |                    | KDU-ČSL         | Petr Šilar        |            | KDU-ČSL               | Petr Fiala             |
| Blansko         | Jaromíra Vítková   | KDU-ČSL         | Jaromíra Vítková  |            | KDU-ČSL               |                        |
| Olomouc         | Lumír Kantor       | KDU-ČSL         | Lumír Kantor      |            | KDU-ČSL               |                        |
| Hodonín         | Anna Hubáčková     | KDU-ČSL         | Eva Rajchmanová   |            | KDU-ČSL               |                        |
| Praha 10        | Renata Chmelová    | KDU-ČSL         |                   | TOP 09     | Jan Pirk              |                        |
| Kroměříž        | Šárka Jelínková    | KDU-ČSL         |                   | NEZ        | Jana Zwyrtek Hamplová |                        |
| Bruntál         |                    | ANO             | Ladislav Václavec |            | ANO                   | Ladislav Václavec      |
| Brno-město      | Jiří Dušek         | ANO             |                   | ODS        | Jiří Dušek            |                        |
| Tábor           | Jaroslav Větrovský | ANO             |                   | T2020      | Marek Slabý           |                        |
| Český Krumlov   |                    | ODS             | Tomáš Jirsa       |            | ODS                   | Tomáš Jirsa            |
| Beroun          | Jiří Oberfalzer    | ODS             | Jiří Oberfalzer   |            | ODS                   |                        |
| Jihlava         | Miloš Vystrčil     | ODS             | Miloš Vystrčil    |            | ODS                   |                        |
| Kutná Hora      |                    | ČSSD            | Jaromír Strnad    |            | KDU-ČSL               | Bohuslav Procházka     |
| Brno-město      | Jan Žaloudík       | ČSSD            |                   | ODS        | Tomáš Töpfer          |                        |
| Karlovy Vary    |                    | STAN            | Jan Horník        |            | ANO                   | Věra Procházková       |
| Mělník          | Petr Holeček       | STAN            |                   | ODS        | Jarmila Smotlachová   |                        |
| Praha 6         |                    | TOP 09          | Jiří Růžička      |            | TOP 09                | Jiří Růžička           |
| Jičín           | Tomáš Czernin      | TOP 09          | Tomáš Czernin     |            | TOP 09                |                        |
| Liberec         |                    | SLK             | Michael Canov     |            | SLK                   | Michael Canov          |
| Nový Jičín      |                    | Zelení          | Petr Orel         |            | KDU-ČSL               | Ivana Váňová           |
| Most            |                    | SD-SN           | Alena Dernerová   |            | ProMOST               | Jan Paparega           |
| Ústí nad Labem  |                    | S.cz            | Jaroslav Doubrava |            | SEN 21                | Martin Krsek           |
| Pardubice       |                    | NK              | Miluše Horská     |            | KDU-ČSL               | Miluše Horská          |
| Praha 11        |                    | HPP 11          | Ladislav Kos      |            | ODS                   | Hana Kordová Marvanová |
| Plzeň-město     |                    | OPAT            | Václav Chaloupek  |            | nezávislá             | Daniela Kovářová       |
| Frýdek-Místek   |                    | OSN             | Jiří Cieńciała    |            | ANO                   | Zdeněk Matušek         |
| Ostrava-město   |                    | nezávislý       | Zdeněk Nytra      |            | ODS                   | Zdeněk Nytra           |

### Nejtěsnější vítězství
Uvedeny obvody, kde měl vítěz druhého kola náskok méně než 5 % hlasů.
| Obvod         | Vítěz                        | Rozdíl |
| ------------- | ---------------------------- | ------ |
| Kutná Hora    | Bohuslav Procházka (KDU-ČSL) | 1,25 % |
| Kroměříž      | Jana Zwyrtek Hamplová (NEZ)  | 1,31 % |
| Nový Jičín    | Ivana Váňová (KDU-ČSL)       | 1,59 % |
| Frýdek-Místek | Zdeněk Matušek (ANO)         | 1,97 % |
| Ostrava-město | Zdeněk Nytra (ODS)           | 3,07 % |
| Hodonín       | Eva Rajchmanová (KDU-ČSL)    | 3,23 % |

## Složení Senátu po volbách
|        |                                    |         |    |
| Strana | Strana                             | Mandáty | ±  |
|        | Občanská demokratická strana       | 23/81   | ▲5 |
|        | Starostové a nezávislí             | 17/81   | ▼2 |
|        | KDU-ČSL                            | 12/81   | ▲1 |
|        | TOP 09                             | 6/81    | ▲1 |
|        | ANO 2011                           | 5/81    | ▬0 |
|        | SEN 21                             | 4/81    | ▲1 |
|        | Česká pirátská strana              | 2/81    | ▬0 |
|        | Česká strana sociálně demokratická | 1/81    | ▼2 |
|        | Svobodní                           | 1/81    | ▬0 |
|        | Hradecký demokratický klub         | 1/81    | ▬0 |
|        | Ostravak                           | 1/81    | ▬0 |
|        | Tábor 2020                         | 1/81    | ▲1 |
|        | ProMOST                            | 1/81    | ▲1 |
|        | Nezávislí                          | 1/81    | ▲1 |
|        | Marek Hilšer do Senátu             | 1/81    | ▬0 |
|        | nezávislí kandidáti                | 4/81    | ▬0 |
| Zdroj: |                                    |         |    |